# Знак унії Норвегії та Швеції

Знак союзу з пропорціями 5:4 використовується у шведських прапорах

Знак квадратного союзу, що використовується в норвезьких прапорах

Знак Норвегії та Швеції (швед. unionsmärket  або unionstecknet, норв. unionsmerket) був символом Шведсько-Норвезької унії. Він був вставлений до кантону національних прапорів Швеції та Норвегії з 1844 року, щоб позначити партнерство двох країн у особистому союзі. Знак поєднував кольори прапорів обох королівств, рівномірно розподілено, щоб відображати їх рівний статус в союзі. Окрема конструкція знака була використана для дипломатичного прапора та військово-морського гюйса союзу. Знак союзу залишався частиною прапорів обох країн, доки його не було вилучено з торгових і державних прапорів Норвегії в 1899 році через зростання невдоволення Норвегії союзом. Він залишався на морському прапорі Норвегії та всіх шведських прапорах до розірвання союзу між Норвегією та Швецією в 1905 році.

## Фон
Унія Швеції та Норвегії утворилася в результаті наполеонівських воєн, коли король Данії та Норвегії, який програв, був змушений поступитися Норвегією королю Швеції за Кільським договором 1814 року. Опір Норвегії призвів до проголошення національної незалежності та прийняття конституції 17 травня 1814 року. Коротка війна зі Швецією призвела до Конвенції Мосса 14 серпня 1814 року і перегляду конституції Норвегії 4 листопада 1814 року, щоб відкрити шлях для особистої унії. Того ж дня норвезький парламент вирішив обрати королем Норвегії Карла XIII Шведського.
Згідно з конституцією листопада 1814 року Норвегія мала мати власний торговий прапор, але військовий прапор повинен був відображати союз. Сучасний прапор Норвегії був введений в 1821 році, але його використання було обмеженим. Союзний військовий прапор 1815 року був шведським прапором, обтяжений кантоном із білим косим хрестом на червоному тлі, що означало Норвегію. Громадська думка Норвегії вважала цю ситуацію незадовільною і вимагала реформи прапорів і герба, щоб відобразити рівний статус двох держав у союзі.

## Нові прапори 1844 року

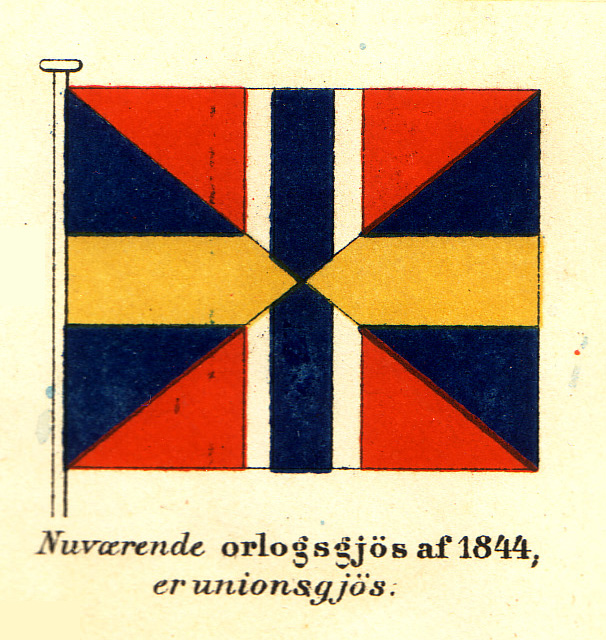
Військово-морський прапор унії та дипломатичний прапор Норвегії та Швеції 1844–1905. Пропорції 4:5 відповідали знаку союзу на шведських прапорах.

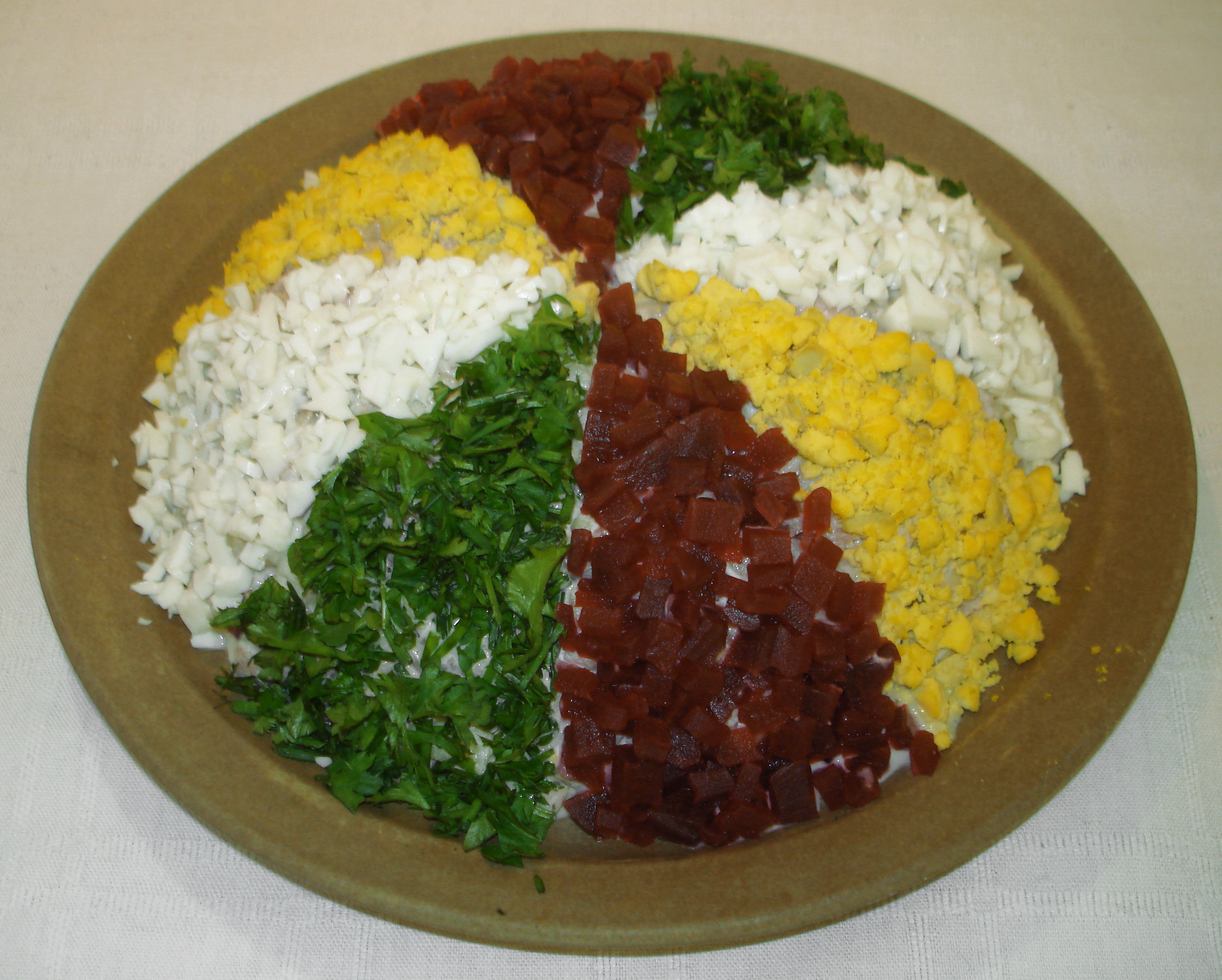
Салат з норвезького оселедця, традиційно прикрашений подрібненими жовтками, білками, буряком і петрушкою. Подібність оздоблення породила іронічне прізвисько «салат з оселедця» для знака союзу.

У 1844 році король Оскар I ввів у дію пропозиції спільного комітету для обох країн. Було створено союзний знак, що поєднує кольори прапорів обох країн, розподілені порівну. Знак був розміщений у кантоні кожного прапора, включаючи купецький прапор, який до того часу був без символіки союзу. Дві країни отримали окремі, але паралельні системи прапорів, що яскраво свідчило про їхню рівність.
Сам по собі знак союзу використовувався як військово-морський гюйс в обох країнах і як прапор загальних дипломатичних представництв обох країн за кордоном. Дипломатичний прапор мав пропорції 4:5 союзного знака, як він з'явився на шведських прапорах, на відміну від квадратної форми норвезької версії. Він також використовувався на пілотному гюйсі, який був схожий на морський гюйс, але мав білу облямівку.
Синій колір у знаку союзу був таким же, як і на решті прапора, зазвичай темно-синій прапор Норвегії. Шведські прапори до 1905 року також мали темніший відтінок синього, ніж нинішні прапори.
Спільний знак спочатку був популярним у Норвегії як ознака рівного статусу Норвегії в союзі. У Швеції деякі люди завжди сприймали це як осквернення їхнього прапора, і один із його противників назвав його «салатом з оселедця»  (норвезьк. sildesalaten, швед. sillsalladen)  через схожість з популярною стравою у Скандинаавії. Під цією назвою він став широко відомий в обох країнах і до сьогодні є його загальним найменуванням на цих мовах.

## Скасування
Протягом 1870-х років унія ставала дедалі менш популярною у Норвегії, і, як наслідок, унійний знак розглядався як знак не рівності, а союзу, нав’язаного країні проти її волі. Радикали поставили своєю політичною метою знову ввести «чистий» норвезький прапор як перший крок до розпаду союзу. Парламентська більшість тричі проголосувала за зняття знака, але двічі зазнала поразки через королівське вето. Нарешті, у 1898 році третє королівське вето було скасовано, а союзний знак знято з національного (купецького)  та державного прапора. Він залишився у військовому прапорі (морський прапор), оскільки він був під юрисдикцією короля. Проте парламент ввів новий державний прапор для урядових будівель, схожий на військовий, але без знака союзу. «Чистий» норвезький прапор знову підняли 1899 року. Після одностороннього виходу Норвегії з союзу 7 червня 1905 року союзний знак також зник з військово-морського прапора 9 червня. Він залишався на всіх шведських прапорах, поки Швеція офіційно не визнала розірвання союзу. За королівським указом від 27 жовтня 1 листопада 1905 року союзний знак на торговому прапорі та на морському прапорі мав бути замінений синім полем.

## Галерея

### Норвегія

Прапор Норвегії 1844–1898/99
Військовий прапор, королівський прапор і прапор 1844–1905, державний прапор Норвегії 1844–1899

### Швеція

Прапор Швеції 1844–1905
Державний прапор, військовий прапор, королівський прапор і прапор Швеції 1844–1905